# Horacio Rodríguez Larreta
Horacio Antonio Rodríguez Larreta  (Buenos Aires, 29 de octubre de 1965) es un economista y político argentino, que fue el jefe de Gobierno de la Ciudad Autónoma de Buenos Aires desde el 10 de diciembre de 2015 hasta el 7 de diciembre de 2023.
El 9 de diciembre de 2015 asumió como jefe de Gobierno de la ciudad de Buenos Aires. Fue reelecto en el cargo para un nuevo periodo en 2019.
De la mano del Partido Justicialista, fue gerente general de la ANSES e interventor del PAMI. Fundó el Grupo Sophia para formar líderes políticos y, desde ese centro, acompañó a Mauricio Macri en la fundación del partido Propuesta Republicana (PRO), que resultó vencedor en las elecciones ejecutivas de la ciudad de Buenos Aires de 2007, 2011, 2015, 2019 y 2023 y en las elecciones presidenciales de 2015. En febrero del año 2023 lanzó su candidatura presidencial, aunque acabó perdiendo la interna frente a su competidora Patricia Bullrich en las elecciones primarias de 2023, terminando así su carrera presidencial.

## Biografía
Horacio Antonio Rodríguez Larreta nació en Buenos Aires el 29 de octubre de 1965, siendo el primero de los tres hijos del matrimonio entre María Cristina Díaz Alberdi (n. 1940) y Horacio Rodríguez Larreta y Leloir (1934-2004), politólogo, consultor económico e integrante del Movimiento de Integración y Desarrollo, que se desempeñó como funcionario público en el Ministerio de Relaciones Exteriores durante la presidencia de Arturo Frondizi, subsecretario de Privatizaciones y jefe de asesores del ministro de Defensa Oscar Camilión durante la presidencia de Carlos Menem, y presidente del Racing Club entre 1977 y 1978. El 3 de abril de 1977, durante el autodenominado Proceso de Reorganización Nacional, su padre fue detenido y permaneció durante diez días en el centro clandestino de detención Pozo de Banfield.

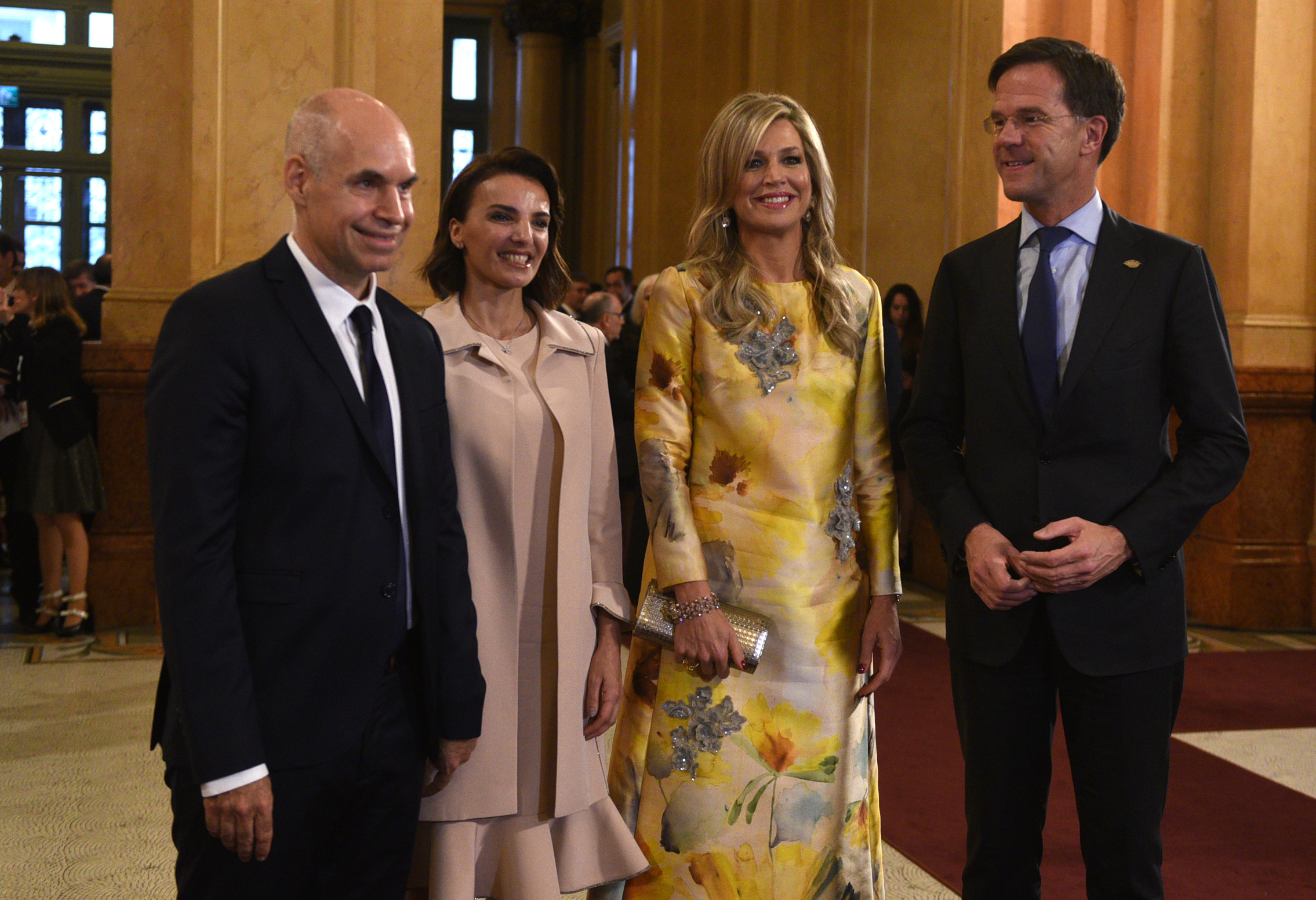
Horacio Rodríguez-Larreta junto a su exesposa Bárbara Díez, la reina Máxima de los Países Bajos y el entonces primer ministro Mark Rutte, durante la cena de gala de la cumbre del G-20 de Buenos Aires, en el teatro Colón.

Por parte de su padre, tiene ascendientes nacidos en Guipúzcoa, una de las tres provincias que componen la actual comunidad autónoma del País Vasco, en España, pertenecientes a una familia feudal poseedora de tierras y palacios en los alrededores de Navarra. Su tío es el actor Augusto Larreta. Es bisnieto de Carlos Rodríguez Larreta, canciller y ministro del Interior de los presidentes Manuel Quintana y José Figueroa Alcorta y de Antonio Leloir, proyector de la Residencia Leloir y antiguo propietario de lo que actualmente es el barrio parque Leloir en el partido de Ituzaingó; tataranieto de Mariano Unzué, propietario del Palacio Unzué, antigua residencia presidencial; y chozno-nieto de Manuel Oribe, expresidente del Uruguay. Además, sus tíos bisabuelos son el escritor Enrique Larreta y su homónimo Horacio Rodríguez Larreta, procurador General de la Nación entre 1923 y 1935.
A sus cinco años fue diagnosticado de temblor esencial, un trastorno del sistema nervioso que provoca movimientos involuntarios en las manos. En 2000 contrajo matrimonio con la organizadora de eventos Bárbara Díez de Tejada Benítez, de quien se separó en 2020 y tuvo dos hijas, Paloma (n. 2002) y Serena (n. 2016), además de Manuela Calderón (n. 1996), hija mayor de Díez. En 2022 se puso en pareja con Milagros Lucía Maylin, secretaria de Bienestar Integral del Ministerio de Salud de la ciudad de Buenos Aires entre 2021 y 2022 y que renunció a su cargo al oficializar el noviazgo; La pareja, finalmente, contrajo matrimonio el 27 de noviembre de 2024.
Cursó la escuela secundaria en la Escuela Argentina Modelo, recibiéndose en 1983. En 1988 se recibe como licenciado en Economía en la Universidad de Buenos Aires. Sus primeros pasos los dio en el ámbito privado, como analista de operaciones financieras en la petrolera ESSO. En 1991 se trasladó a los Estados Unidos para realizar el máster en Administración de Empresas de la Universidad de Harvard.

## Trayectoria política

### Inicios
En 1993, regresó a la Argentina y comenzó a desempeñarse como funcionario público, estando a cargo de la atención a los inversores extranjeros en la Subsecretaría de Inversiones del Ministerio de Economía de la Nación, a cargo de Domingo Cavallo.
En julio de 1995, fue nombrado gerente general de la Administración Nacional de la Seguridad Social (ANSES). En su gestión, la ANSES aplicó la segunda reforma del Estado, reduciendo su planta en 978 agentes, lo que significó un ajuste del 14 % en su presupuesto anual y así lograr las metas fiscales para el año 1996.
El 5 de mayo de 1998 fue designado subsecretario de Políticas Sociales de la Secretaría de Desarrollo Social, a cargo del cantante y exgobernador de Tucumán Palito Ortega, y posteriormente como director del Fondo Nacional de Capital Social (FONCAP), teniendo a su cargo el ordenamiento de las finanzas.
Fue fundador y presidente del think tank Fundación Grupo Sophia, creado en 1993 por especialistas en políticas de función pública y que apoyaba la precandidatura presidencial de Ortega; entre ellos estaban Martín Lousteau, Diego Gorgal, María Eugenia Vidal, Carolina Stanley, Eugenio Burzaco, Gustavo Lopetegui, Soledad Acuña y Fernando Straface; siendo parte del equipo económico junto a Orlando Ferreres, Aldo Ducler, Ludovico Videla y Raúl Paulino Ríos, quienes propugnaban continuar el modelo económico del presidente Carlos Menem, teniendo como prioridad las políticas sociales, y fortalecer el intercambio comercial con Estados Unidos.
Para las elecciones presidenciales de 1999, fue jefe de campaña de la candidatura a vicepresidente de Ortega junto al asesor Sergio Massa, y parte de la comisión social de la campaña presidencial del gobernador de Buenos Aires, Eduardo Duhalde, junto al exsenador José Pampuro, siendo mencionado como posible ministro de Acción Social, perdiendo las elecciones ante la fórmula de la Alianza, Fernando de la Rúa-Carlos Álvarez.

### Interventor del Programa de Atención Médica Integral
Tras asumir el cargo de presidente de la Nación, Fernando de la Rúa decidió la intervención del Programa de Atención Médica Integral (PAMI), que brinda cobertura médica a jubilados y pensionados de Argentina, por el término de un año, declarando la emergencia sanitaria y social de los servicios prestados por la obra social, debido a su deuda total de 1478 millones de pesos argentinos, la falta de documentación y el corte de la atención por falta de pago a los prestadores.
El 15 de diciembre de 1999, Rodríguez-Larreta fue designado como interventor en representación del Partido Justicialista junto a la viceministra de Desarrollo Social Cecilia Felgueras y el médico sanitarista Ángel Tonietto por el FREPASO. Rodríguez-Larreta afirmó que el objetivo es «poner énfasis en las prestaciones y en el esquema de control de las mismas» y mejorar la atención a los afiliados. La medida fue rechazada por el presidente del instituto, Víctor Alderete, el directorio y la Confederación General del Trabajo.
Entre sus principales medidas se mencionan la intervención de delegaciones, la suspensión por 90 días de la adjudicación para la creación, por parte de Alderete, de Redes de Salud Nacionales para prestar servicios médicos durante cinco años, el levantamiento del paro de los médicos de cabecera, realizado desde el mes de agosto de 1999, la reforma del sistema de licitaciones con el pago a los prestadores a través de un fideicomiso, cláusulas anticorrupción y el control de calidad de las prestaciones; y el restablecimiento de los servicios de entrega de anteojos, audífonos y prótesis dentales, interrumpidos en el inicio de la intervención por mal funcionamiento.
El 15 de febrero de 2000, los interventores concurrieron a la Comisión de Acción Social y Salud de la Cámara de Diputados de la Nación, donde expusieron la situación de la obra social. Allí, Rodríguez-Larreta mencionó que a partir de julio de 2000 se llegaría al equilibrio fiscal del PAMI y que el plan es generar un ahorro de aproximadamente 400 millones de pesos con respecto al año 1999. El ajuste fiscal se llevó a cabo tras rescindir contratos con consultoras externas, la eliminación de gastos en comunicación institucional, turismo y esparcimiento, la anulación de la recategorización del personal durante la gestión de Alderete, la depuración del padrón de afiliados con la baja de 49 936 personas por fallecimiento, duplicado o suspensión; y el ahorro en las prestaciones de óptica, prótesis, audífonos y medicamentos.
El 4 de agosto de 2000, el presidente De la Rúa designó a dos nuevos interventores, el abogado Federico Polak por la Unión Cívica Radical y la médica sanitarista Graciela Rosso por el FREPASO, tras las renuncias de Felgueras, para asumir el cargo de Vicejefa de Gobierno porteño, y de Tonietto, el 8 de abril de 2000 luego de una denuncia por un supuesto hecho de corrupción.
El 1 de diciembre de 2000, Rodríguez-Larreta renunció a su cargo de interventor del PAMI. En su carta al presidente De la Rúa, agradeció su aval «a pesar de mi condición de justicialista» y aseguró que deja su lugar «con la satisfacción de haber cumplido los objetivos planteados». Posteriormente el presidente De la Rúa unificó la conducción de la obra social y designó al abogado Federico Polak como normalizador.

### Director general de la Dirección General Impositiva
Durante su intervención en el PAMI, Rodríguez-Larreta participaba partidariamente del armado nacional del gobernador de Buenos Aires, Carlos Ruckauf, junto al diputado Mario Das Neves y Pablo Fontdevila, enfocándose en el Partido Justicialista de la ciudad de Buenos Aires y siendo mencionado como posible candidato a senador. Tras su renuncia como interventor del PAMI en diciembre de 2000, fue designado presidente del Instituto de Previsión Social de la provincia de Buenos Aires, donde fungió un año.
El 11 de septiembre de 2001 asumió como titular de la Dirección General Impositiva (DGI), dentro de la Administración Federal de Ingresos Públicos (AFIP), a cargo de Armando Caro Figueroa. Rodríguez-Larreta aseguró que «en estos momentos están dadas las condiciones para dar batalla contra los evasores. La gente que mostró adhesión al déficit cero sostiene que la mejor manera de llegar a él es a través del fortalecimiento de medidas que combatan la evasión», y señaló que esa modalidad delictiva «es una injusticia enorme para los que pagan».
Luego de la renuncia de De la Rúa, el presidente interino Adolfo Rodríguez Saá lo mantuvo en el cargo, ejerciendo de forma interina la Administración Federal de Ingresos Públicos. Tras la renuncia de Rodríguez Saá, el presidente Eduardo Duhalde mantuvo a Rodríguez-Larreta al frente de la DGI, designando a Alberto Abad como administrador federal. Una de sus primeras medidas fue el pago de impuestos a través de internet y cajeros automáticos, y mantener el reintegro del 5 % del Impuesto al Valor Agregado a aquellas compras realizadas con tarjeta de débito.
El 13 de febrero de 2002, Rodríguez-Larreta renunció a su cargo al frente de la DGI, por diferencias con el administrador federal Alberto Abad en la implementación de un plan de reestructuración del organismo.

### Elecciones porteñas de 2003 y 2005

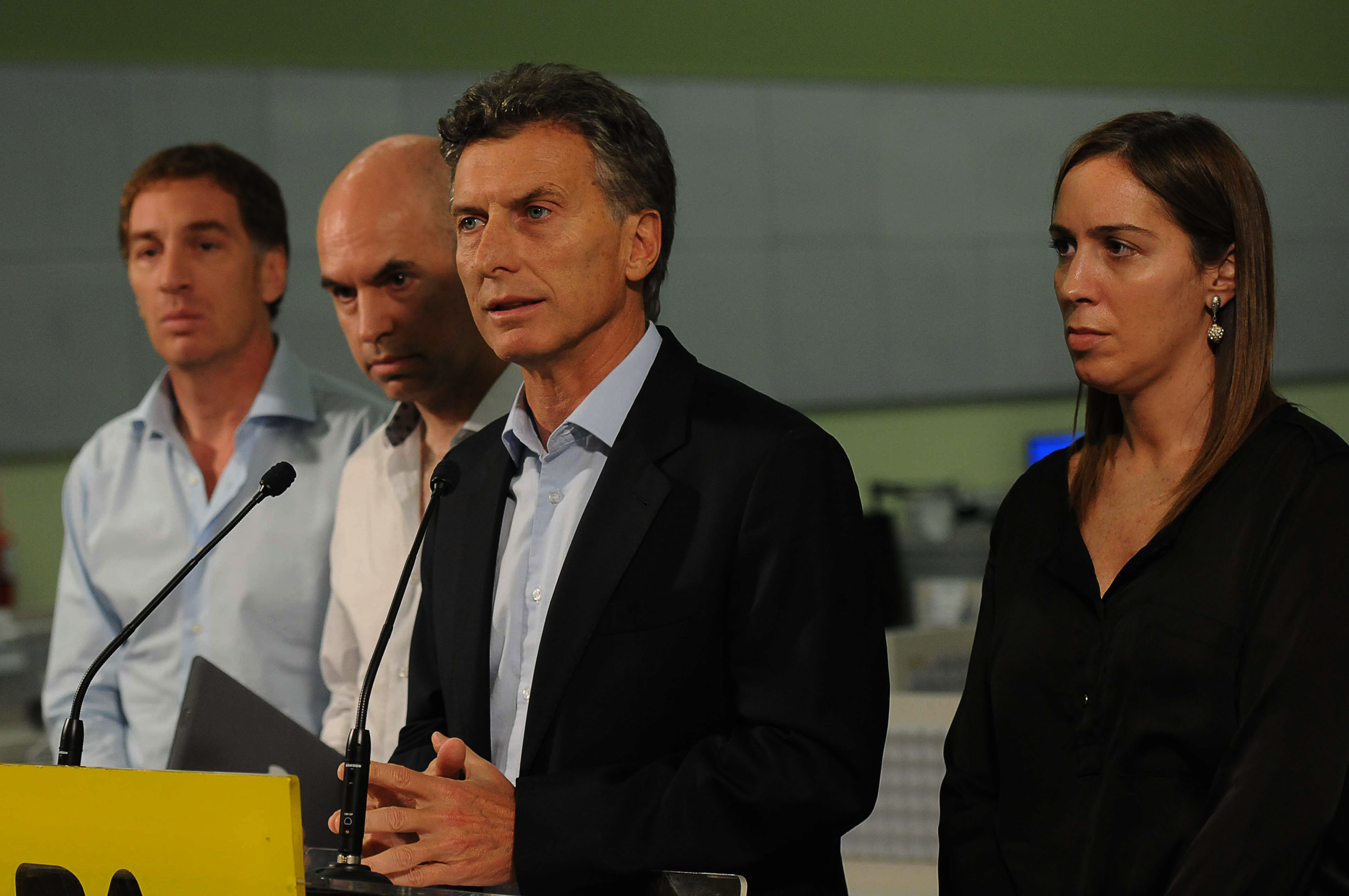
De izquierda a derecha: Diego Santilli, Horacio Rodríguez-Larreta, Mauricio Macri y María Eugenia Vidal, durante una conferencia de prensa por el temporal de abril de 2013. Su relación política, nacida en 2002 cuando la Fundación Sophía, presidida por Rodríguez-Larreta, fue contratada como consultora por la Fundación Creer y Crecer de Macri, ha permitido el nacimiento de, primero Compromiso para el Cambio y luego Propuesta Republicana, y gobernar Buenos Aires ininterrumpidamente desde 2007.

Tras su renuncia a la DGI, regresó a sus tareas en la Fundación Sophia. Luego de la renuncia de Jorge Sarghini, fue mencionado como posible ministro de Economía de la provincia de Buenos Aires, bajo la gobernación de Felipe Solá. De cara a las elecciones presidenciales de 2003, la Fundación Sophia fue contratada como consultora por la Fundación Creer y Crecer, propiedad del empresario Francisco de Narváez, quienes apoyaban la precandidatura presidencial del presidente del Club Atlético Boca Juniors, el ingeniero Mauricio Macri, a quien conocía desde su juventud.
En septiembre de 2002, Rodríguez-Larreta redactó junto a la Fundación Creer y Crecer, e impulsado por Luis Moreno Ocampo, de la Fundación Poder Ciudadano, y Juan Carr, de Red Solidaria, un proyecto de ley llamado El hambre más urgente, que declaraba obligatoria la alimentación de los niños menores de cinco años y embarazadas en condiciones de pobreza. En sus artículos establecía la creación del Programa Nacional de Desarrollo Infantil, dependiente del Consejo Nacional de Políticas Sociales, teniendo a su cargo la atención de la nutrición y la salud de los beneficiarios y el suministro de tres raciones diarias de comida. Según datos del Instituto Nacional de Estadísticas y Censos, para 2002, el 70,3 % de los menores de 18 años se encontraba en situación de pobreza y tres niños fallecían por día debido a la desnutrición o por enfermedades relacionadas con la pobreza.
El proyecto llegó al Congreso a través de iniciativa popular, logrando la recolección de 1 016 740 firmas en catorce provincias y la adhesión del presidente Eduardo Duhalde, y el ministro de Economía Roberto Lavagna. El 28 de noviembre de 2002, el proyecto de ley obtuvo media sanción por parte de la Cámara de Diputados de la Nación con 185 votos afirmativos y por unanimidad por parte del Senado de la Nación el 27 de diciembre de 2002. La medida fue reglamentada por el presidente Néstor Kirchner el 7 de julio de 2003.
Para las elecciones de la ciudad de Buenos Aires de 2003 fue candidato a vicejefe de Gobierno porteño por el Frente Compromiso para el Cambio, compartiendo fórmula con Macri, teniendo a Juan Pablo Schiavi como jefe de campaña y a Jorge Argüello como primer candidato a diputado nacional. En el cierre de campaña del 21 de agosto de 2003, Rodríguez-Larreta prometió enfocarse en la política social, la construcción de un hospital general de agudos en Villa Lugano, la derogación del Código de Convivencia Urbana «porque esa norma es la madre de muchos de los padecimientos de los vecinos de la ciudad» y ratificó la intangibilidad del presupuesto educativo, calificando al estado de los edificios escolares como «un desastre». Fue la fórmula más votada en la primera vuelta, con el 37,55 % de los votos, perdiendo en segunda vuelta ante el entonces jefe de Gobierno Aníbal Ibarra, por 53,48 % a 46,52 %.
En 2005, Compromiso para el Cambio fue legalizado como partido nacional, siendo elegido vicepresidente; y actuó como jefe de campaña de Macri en su candidatura a diputado nacional por la ciudad de Buenos Aires para las elecciones legislativas de ese año, en una nueva alianza junto al partido Recrear, del exministro de Economía Ricardo López Murphy, renombrada posteriormente como Propuesta Republicana (PRO).

### Jefe de Gabinete de Mauricio Macri
Para las elecciones de 2007, Rodríguez-Larreta fue nuevamente jefe de campaña de Macri, esta vez de su candidatura a jefe de Gobierno de la ciudad, junto a la legisladora Gabriela Michetti como su compañera de fórmula, siendo mencionado como posible primer candidato a la legislatura porteña.
Finalmente Macri ganó las elecciones en segunda vuelta ante el candidato del Frente para la Victoria, el ministro de Educación de la Nación Daniel Filmus, por 60,94 % a 39,06 %. Al conformar su gabinete, Macri nombró a Rodríguez-Larreta como jefe de Gabinete de Ministros, cargo que asumió el 10 de diciembre de 2007. En su primera reunión de gabinete, Rodríguez-Larreta pidió que los ministros recorran las dependencias y estén en contacto con los empleados para ver las necesidades de cada una. Posteriormente afirmó que la prioridad "es acelerar la creación de las agencias (Ingresos Públicos, Control, de Turismo y de Protección Ambiental) y determinar cuál es la deuda total que hay con los proveedores", que según la gestión de Jorge Telerman era de 265 millones de pesos.

## Jefe de Gobierno de la ciudad de Buenos Aires

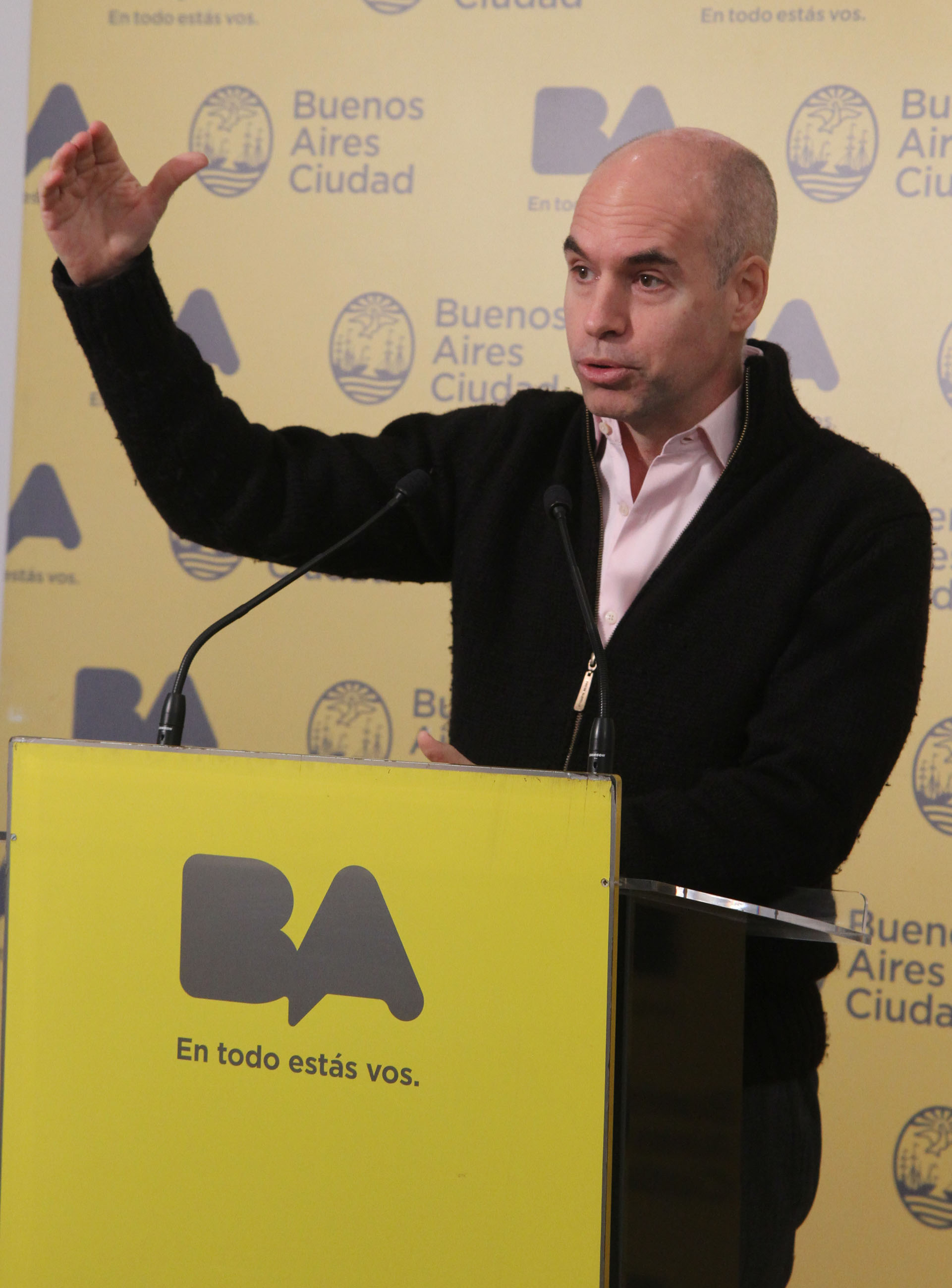
Rodríguez-Larreta en conferencia de prensa luego de una reunión semanal del gabinete porteño en el jardín botánico (2012).

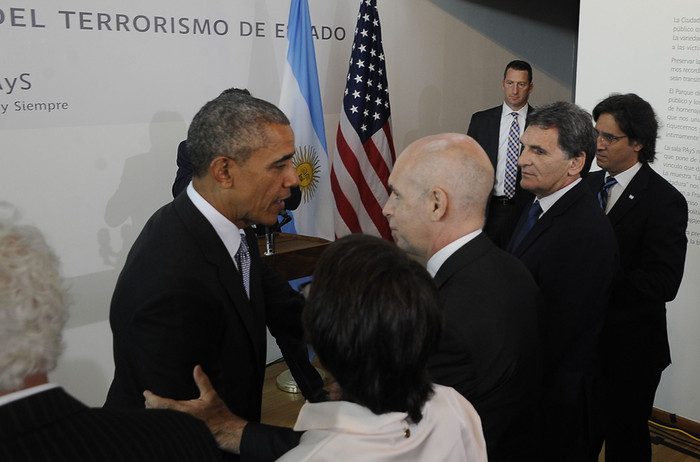
Rodríguez-Larreta junto al entonces presidente estadounidense Barack Obama, en 2016.

En las elecciones primarias del 26 de abril de 2015, Rodríguez-Larreta compitió con Gabriela Michetti, senadora nacional por la ciudad de Buenos Aires, para definir quién encabezaría al PRO como candidato para el puesto de jefe de Gobierno de la ciudad de Buenos Aires. Por su parte Macri dio su apoyo a la candidatura de Rodríguez-Larreta, quien resultó vencedor con el 60 % de los votos de la interna, sobre el 47,34 % logrados por el PRO.
Por lo tanto, junto a Diego Santilli formaron la fórmula para Jefe y Vicejefe de Gobierno del PRO para las elecciones generales del 5 de julio de 2015, teniendo estas la particularidad de ser las primeras elecciones de la ciudad de Buenos Aires donde se utilizó boleta única electrónica. En las generales de 2015 compitió contra el candidato del Frente para la Victoria, Mariano Recalde y contra el candidato de ECO, Martín Lousteau. Su fórmula triunfó con el 45,5 % de los votos, seguidos por el candidato de ECO, Martín Lousteau, que obtuvo 25,5 % de los sufragios. Al no superar ninguno el 50 % se debió realizar, el día 19 de julio, el balotaje entre las dos fuerzas que más votos obtuvieron en las elecciones generales.
De esta última salió vencedor nuevamente y resultó elegido jefe de Gobierno con el 51,6 % de los votos contra el 48,4 % de Martín Lousteau y un 5 % de votos en blanco. Así, Horacio Rodríguez-Larreta se convirtió en el nuevo jefe de Gobierno de la ciudad de Buenos Aires para el período 2015-2019.
En 2018 la Fundación Konex le otorgó un Premio Konex - Diploma al Mérito como uno de los Administradores Públicos más importantes de la última década en la Argentina.
En 2019 se presentó para renovar su puesto nuevamente junto a Diego Santilli como candidato a Vicejefe e incorporando a miembros de la UCR y ARI a la posible combinación de futuros ministros. Fue reelecto en primera vuelta, sin balotaje, por el 55,9 % de los votos contra su principal rival Matías Lammens quien obtuvo el 35 % de los sufragios. En tercer lugar se ubicó Matías Tombolini con el 5,3 % y cuarto Gabriel Solano con el 3,6 %.

### Gestión
En 2016 el gobierno nacional inició la transferencia de 21 000 efectivos de la Policía Federal Argentina. El mismo derivó en la unificación de las fuerzas de la Policía Metropolitana y la Policía Federal creándose la Policía de la Ciudad de Buenos Aires. Ésta fue creada por la Ley 5688/16 del Sistema Integral de Seguridad Pública sancionada el 17 de noviembre de 2016. Comenzó a operar el 1 de enero de 2017.
Luego de los disturbios del 24 de noviembre de 2018 dio el control del Ministerio de Seguridad a Diego Santilli, su Vicejefe. El 7 de diciembre de ese año su Vicejefe debutó en el rol con la presentación y juramento de 1800 nuevos cadetes para la Policía de la Ciudad.
Durante su gestión se inició e inauguró la obra del paseo del Bajo, un corredor vial de 7,1 kilómetros que conecta las autopistas Illia y Buenos Aires-La Plata. La obra se inició durante enero de 2017 y se inauguró el 27 de mayo de 2019, acortando el trayecto de 50 minutos a 10 minutos. Durante el Covid restringió el acceso a lugares públicos, en paralelo se denunció violencia por parte de la policía metropolitana entre ellos en el barrio de Once, dónde la policía decomisando mercadería, se viralizaron videos agresiones recibidas por la policía local con fuertes golpes en la cabeza.
Durante su gestión, el gobierno porteño y el gobierno nacional llevaron a cabo la obra del Viaducto Mitre, con un costo de 256 millones de pesos, que elevó la línea Mitre del tren metropolitano por encima de su curso actual habilitando pasos a nivel nuevos y eliminando las tradicionales barreras. Son 3,9 km dentro de la ciudad. Esta obra eliminó los pasos a nivel de las calles Monroe, Blanco Encalada, Mendoza, Juramento, Olazábal, Sucre, La Pampa y Olleros. Además, se abrieron 4 cruces seguros en calles que estaban cerradas al tránsito: Roosevelt, Echeverría y Virrey del Pino, para el tránsito vehicular, y José Hernández, de cruce exclusivo peatonal. La obra fue inaugurada el 10 de mayo de 2019.
A mediados de 2019 su gobierno inauguró las tres estaciones de la extensión de la línea E del Subte, Correo Central, Catalinas y Retiro, que se habían comenzado durante la presidencia de Cristina Fernández de Kirchner, antes de que el Subte fuera traspasado al gobierno de la ciudad.
El 10 de julio de 2019 la línea San Martín empezó a llegar a Retiro nuevamente en lo que sería una de las últimas inauguraciones de obras antes de las elecciones de ese año. La obra no se encontraba completamente terminada pero retomaba su circuito habitual.

### Gabinete gubernamental
| Jefatura de Gabinete y Ministerios del Gobierno de Horacio Rodríguez-Larreta | Jefatura de Gabinete y Ministerios del Gobierno de Horacio Rodríguez-Larreta | Jefatura de Gabinete y Ministerios del Gobierno de Horacio Rodríguez-Larreta |
| Cartera                                                                      | Titular                                                                      | Período                                                                      |
| ---------------------------------------------------------------------------- | ---------------------------------------------------------------------------- | ---------------------------------------------------------------------------- |
| Jefatura de Gabinete de Ministros                                            | Felipe Miguel                                                                | 10 de diciembre de 2015 - 7 de diciembre de 2023                             |
| Ministerio de Gobierno                                                       | Bruno Screnci                                                                | 10 de diciembre de 2015 - 2 de diciembre de 2021                             |
| Ministerio de Gobierno                                                       | Jorge Macri                                                                  | 2 de diciembre de 2021 - 7 de diciembre de 2023                              |
| Ministerio de Hacienda y Finanzas                                            | Martín Mura                                                                  | 10 de diciembre de 2015 - 7 de diciembre de 2023                             |
| Ministerio de Justicia y Seguridad                                           | Martín Ocampo                                                                | 10 de diciembre de 2015 - 26 de noviembre de 2018                            |
| Ministerio de Justicia y Seguridad                                           | Diego Santilli                                                               | 26 de noviembre de 2018 - 22 de julio de 2021                                |
| Ministerio de Justicia y Seguridad                                           | Marcelo D'Alessandro                                                         | 22 de julio de 2021 - 22 de marzo de 2023                                    |
| Ministerio de Justicia y Seguridad                                           | Eugenio Burzaco                                                              | 27 de marzo de 2023 - 7 de diciembre de 2023                                 |
| Ministerio de Salud                                                          | Ana María Bou Pérez                                                          | 10 de diciembre de 2015 - 10 de diciembre de 2019                            |
| Ministerio de Salud                                                          | Fernán Quirós                                                                | 10 de diciembre de 2019 - 7 de diciembre de 2023                             |
| Ministerio de Educación                                                      | Soledad Acuña                                                                | 10 de diciembre de 2015 - 7 de diciembre de 2023                             |
| Ministerio de Desarrollo Económico y Producción                              | José Luis Giusti                                                             | 10 de diciembre de 2019 - 7 de diciembre de 2023                             |
| Ministerio de Cultura                                                        | Darío Lopérfido                                                              | 10 de diciembre de 2015 - 6 de julio de 2016                                 |
| Ministerio de Cultura                                                        | Ángel Mahler                                                                 | 18 de julio de 2016 - 12 de diciembre de 2017                                |
| Ministerio de Cultura                                                        | Enrique Avogadro                                                             | 12 de diciembre de 2017 - 7 de diciembre de 2023                             |
| Ministerio de Desarrollo Humano y Hábitat                                    | Guadalupe Tagliaferri                                                        | 10 de diciembre de 2015 - 10 de diciembre de 2019                            |
| Ministerio de Desarrollo Humano y Hábitat                                    | María Migliore                                                               | 10 de diciembre de 2019 - 7 de diciembre de 2023                             |
| Ministerio de Espacio Público e Higiene Urbana                               | Clara Muzzio                                                                 | 10 de diciembre de 2019 - 7 de diciembre de 2023                             |
| Ministerio de Modernización, Innovación y Tecnología                         | Andrés Freire                                                                | 10 de diciembre de 2015 - 10 de diciembre de 2017                            |
| Ministerio de Ambiente y Espacio Público                                     | Eduardo Macchiavelli                                                         | 10 de diciembre de 2015 - 10 de diciembre de 2019                            |
| Ministerio de Desarrollo Urbano y Transporte                                 | Franco Moccia                                                                | 10 de diciembre de 2015 - 10 de diciembre de 2019                            |
| Secretarías del Gobierno de Horacio Rodríguez-Larreta                        |                                                                              |                                                                              |
| Cartera                                                                      | Titular                                                                      | Período                                                                      |
| Secretaría General y Relaciones Internacionales                              | Fernando Straface                                                            | 10 de diciembre de 2015 - 7 de diciembre de 2023                             |
| Secretaría Legal y Técnica                                                   | María Leticia Montiel                                                        | 10 de diciembre de 2015 - 7 de diciembre de 2023                             |
| Secretaría de Medios                                                         | Christian Coelho                                                             | 10 de diciembre de 2019 - 7 de diciembre de 2023                             |
| Secretaría de Comunicación, Contenidos y Participación Ciudadana             | Federico di Benedetto                                                        | 10 de diciembre de 2019 - 7 de diciembre de 2023                             |
| Secretaría de Ambiente                                                       | Eduardo Macchiavelli                                                         | 10 de diciembre de 2019 - 10 de diciembre de 2021                            |
| Secretaría de Ambiente                                                       | Inés Gorbea                                                                  | 10 de diciembre de 2021 - 7 de diciembre de 2023                             |
| Secretaría de Asuntos Estratégicos                                           | Eduardo Macchiavelli                                                         | 6 de enero de 2022 - 27 de diciembre de 2022                                 |
| Secretaría de Asuntos Estratégicos                                           | Martín Redrado                                                               | 27 de diciembre de 2022 - 7 de diciembre de 2023                             |

## Historial electoral

#### Elecciones Nacionales
|  | 11,19 % |

|  | 39,97 % |

#### Elecciones en la ciudad de Buenos Aires
|  | 37,55 % |

|  | 46,52 % |

|  | 28,47 % |

|  | 45,56 % |

|  | 51,64 % |

|  | 44,14 % |

|  | 55,90 % |

|  | 8,08 % |

## Controversias

### Causa por administración fraudulenta - FONCAP S.A.
El 1 de diciembre de 2004, la Oficina Anticorrupción inició una denuncia penal a raíz de un informe de la Sindicatura General de la Nación donde aseguraba la existencia de irregularidades en el funcionamiento del Fondo Nacional de Capital Social (FONCAP), una sociedad anónima creada por la Secretaría de Desarrollo Social de la Nación en 1997 para financiar con créditos a instituciones de microfinanzas y así facilitar el acceso a microcréditos, constituido en un 49 % de las acciones por el Estado nacional y el 51 % restante en manos privadas, la sociedad Acción Internacional y la Fundación Emprender. El informe aseguraba que, entre 1997 y 2003, «no existía un sistema de control sobre el manejo de fondos, habiendo sido mayor el gasto realizado en sostener su propia estructura que el dirigido a los fines de su creación», habiendo favorecido con préstamos a uno de sus accionistas y teniendo gastos no justificados en compras, obras, viajes y remuneraciones.
El 30 de noviembre de 2005, el juez federal Rodolfo Canicoba Corral citó a declaración indagatoria a 25 funcionarios públicos, que actuaron en el área social durante los gobiernos de Carlos Menem, Fernando de la Rúa y Eduardo Duhalde. Entre ellos se encontraban Rodríguez-Larreta, en carácter de extitular del fondo entre agosto de 1998 y enero de 1999; el secretario de Política Económica de la Nación Oscar Tangelson, los exsecretarios de Desarrollo Social Eduardo Amadeo y José Oscar Figueroa, y los exministros de Desarrollo Social Juan Pablo Cafiero, Graciela Fernández Meijide y Nélida Doga. El fiscal Guillermo Marijuán acusó a Rodríguez-Larreta de otorgar fondos de forma discrecional, como titular de FONCAP, a la Fundación Emprender por un total de 1 112 000 pesos, que debía ser usado para promover a pequeñas empresas pero su finalidad fue la cancelación de deudas bancarias de la fundación.
El 4 de abril de 2014, la defensa solicitó el sobreseimiento de Rodríguez-Larreta por vencimiento del plazo razonable; por lo que el Ministerio Público Fiscal y la Oficina Anticorrupción se opusieron a dicha solicitud. El 27 de noviembre de 2014, el juez Norberto Oyarbide resuelve disponer el sobreseimiento por prescripción del delito. Sin embargo el 2 de diciembre de 2014, el Ministerio Público Fiscal presentó la apelación.
El 25 de marzo de 2015, la Sala II de la Cámara Federal de Casación revocó la decisión del juez y ordenó seguir investigando, al considerar que Rodríguez-Larreta sigue siendo un funcionario público, por lo que suspende el plazo de la prescripción del delito.
La defensa de Rodríguez-Larreta apeló dicha resolución ante la Corte Suprema de la Nación, que, el 31 de marzo de 2016, desestimó el “recurso de hecho” interpuesto por la defensa, y confirmó la continuación de la investigación de dicha causa.

### Denuncia por irregularidades en licitaciones públicas - PAMI
Tras su reforma, el sistema de licitaciones fue criticado por diputados del Partido Justicialista, luego de conocerse una denuncia penal de un funcionario del PAMI donde acusaba al interventor Ángel Tonietto de favorecer a la empresa Funeral Home, supuestamente propiedad del sindicalista Luis Barrionuevo, al adelantarle los contenidos de la licitación de los servicios funerarios. La interventora Cecilia Felgueras defendió el sistema de contrataciones al ratificar que es por medio de concursos públicos abiertos y no por licitaciones públicas.

### Causa por defraudación e incumplimiento de los deberes de funcionario público
El 19 de abril de 2000, la Federación Argentina de Cámaras de Farmacia (FACAF) denunció a las autoridades del PAMI por presuntas irregularidades en la licitación para la compra de vacunas antigripales, habiendo favorecido a la empresa Farmacéuticos Argentinos S.A. (FASA), al darle a conocer el contenido de la licitación. El vocero de los interventores desestimó la denuncia y afirmó que el proceso de licitación «fue un éxito y se hizo de forma transparente», ahorrando 1,5 millones de pesos argentinos; mientras que el titular de la firma FASA, Juan Carlos Jovanovich, negó el hecho. Además, la Confederación Farmacéutica Argentina aseguró que no hubo irregularidades en la licitación de vacunas.
Durante octubre de 2001, el juez federal Claudio Bonadio citó a declaración indagatoria a los exinterventores Rodríguez-Larreta, Cecilia Felgueras y Ángel Tonietto, bajo los cargos de defraudación e incumplimiento de los deberes de funcionario público. Felgueras y Rodríguez-Larreta presentaron un escrito en el que explicaron que contrataron a la prestadora FASA porque ésta facturó 1573000$ por 1,8 millones de dosis de vacuna antigripal, cuando la obra social venía abonando 4000000$ por 2 millones de dosis. Finalmente el 30 de abril de 2002, el juez Bonadio sobreseyó a los tres exinterventores por falta de mérito.

### Muerte de René Favaloro
El 29 de julio de 2000, el cardiocirujano René Favaloro, conocido por haber perfeccionado la cirugía del baipás coronario en 1967, se suicidó con un disparo de arma de fuego en el pecho a la edad de 77 años. Póstumamente dejó escritas siete cartas, en donde explicaba que la razón principal de su decisión fue la situación económica de su fundación, la Fundación Favaloro, creada en 1975 y que dependía, en parte, de la financiación del Estado para mantenerse en funcionamiento. En ese entonces mantenía una deuda de 50 millones de pesos y era acreedora de obras sociales por un total de 18 millones de pesos, entre ellas el PAMI, que «tiene una vieja deuda con nosotros (creo desde el año 94 o 95) de 1 900 000 pesos». En la única carta dada a conocer públicamente por sus familiares, denuncia la corrupción del sistema «que viven a costa de los obreros y coimean fundamentalmente con el dinero de las obras sociales que corresponde a la atención médica» y menciona que la fundación se encontraba en esa situación por negarse a pagar sobornos, al que denominó Ana-Ana, y la morosidad por parte de las obras sociales de los servicios prestados a sus pacientes derivados.
El 4 de agosto, el PAMI anunció el inicio de una inspección sobre las historias clínicas de sus afiliados atendidos por la Fundación Favaloro entre 1993 y 1996, y así constatar la existencia de la deuda con la fundación. En declaraciones a Radio Mitre, Rodríguez-Larreta, entonces interventor del PAMI, aseguró que la obra social no tenía una deuda verificada con la Fundación Favaloro, «lo que hay es un viejo reclamo de facturas impagas entre 1993 y 1995», durante las gestiones de Matilde Menéndez, Carlos Alderete, Alberto Abad y Antonio Maldonado, no constatados en los libros contables de la obra social; y mencionó que la interventora Cecilia Felgueras mantuvo tres reuniones con la fundación en marzo, abril y mayo, una de ellas junto a Favaloro, donde le dijo «que la única alternativa que quedaba, y que está prevista en la conciliación obligatoria, es verificar caso por caso para ver si los servicios efectivamente se prestaron».
Previamente el 10 de febrero de 2000, la Sindicatura General de la Nación intervino en el caso y su titular, Rafael Bielsa, envió una nota a Felgueras para recomendarle que acepte la insinuación de la existencia de la deuda e inicie el proceso de conciliación obligatoria para investigar. Según consta eran 195 facturas impagas por un total de 2 820 000 pesos argentinos, de los cuales 887 000 fueron abonados durante la gestión de Alderete.
Luego de un año de la muerte de Favaloro, su sobrino Roberto Favaloro fue el nuevo director de la fundación, que mejoró su situación financiera al reducir su personal de 1100 a 850 empleados, la creación de un centro de captación de donaciones, la organización de partidos de fútbol benéficos y la normalización de los pagos de los principales deudores como PAMI, el Ministerio de Salud de la Nación, obras sociales y sindicales. El 21 de septiembre de 2001, el PAMI emitió un comunicado donde asegura que comenzó a cancelar deudas con los prestadores así como con la Fundación Favaloro.
El 10 de septiembre de 2019 en un artículo periodístico del periodista Hugo Alconada Mon se entrevistó a quien habría, según sus dichos, hecho una «campaña sucia» para popularizar el dato de involucrar a Rodríguez-Larreta con la muerte de Favaloro en una acción de redes sociales.
Pocas veces se lo ha confrontado públicamente a Rodríguez-Larreta con este hecho, siendo una de las más notorias aquella en la que se negó a contestar sobre el tema. En una ocasión posterior, consultado al respecto, declaró que como interventor no tenía potestad para pagar ninguna deuda, que las deudas del organismo eran auditadas debido a sospechas de corrupción, omitiendo distinguir si la deuda con la Fundación Favaloro era o no una de las cuentas sospechadas de desvío ilegal de fondos.

### Denuncia por tráfico de influencias
En 2010, Christian Sanz ―director ejecutivo del periódico Tribuna de Periodistas― efectuó una denuncia ante el Juzgado de Instrucción 16 por negociaciones incompatibles con la función pública contra el jefe de Gabinete porteño (causa n.º 21.024/10). Se ha pedido la investigación del delito de tráfico de influencias que pudo existir ya que durante años el Gobierno porteño adjudicó obras preferentemente al grupo económico IRSA ―la mayor empresa argentina inversora en bienes raíces―, donde su hermano Augusto Rodríguez-Larreta era gerente de relaciones institucionales.
En agosto de 2012, la Sala II de la Cámara Federal revocó la prescripción decretada en favor de Rodríguez-Larreta, entonces jefe de Gabinete porteño, y ordenó que se lo siga investigando en el marco de una denuncia por supuesto mal manejo de fondos públicos para microempresas cuando estuvo al frente del FONCAP (Fondo Nacional de Capital Social) entre agosto de 1998 y febrero de 1999.

### Denuncias por represión en el hospital Borda
El 26 de abril de 2013, cuando operarios contratados por el Ministerio de Desarrollo Urbano de la ciudad de Buenos Aires trataron de vallar y demoler un antiguo taller, custodiados por efectivos de la Policía Metropolitana, militantes del gremio ATE, que se oponían a la mudanza y la demolición fueron reprimidos. Hubo denuncias cruzadas en las cuales Mauricio Macri (jefe de Gobierno de Buenos Aires), María Eugenia Vidal (Vicejefa de Gobierno) fueron sobreseídos definitivamente y tres empleados del hospital fueron procesados por "atentado y resistencia a la autoridad".

### Denuncias por irregularidades en licitaciones públicas - Gobierno de CABA
- En 2014, asociaciones vecinales y ONG (organizaciones no gubernamentales) denunciaron penalmente a Rodríguez-Larreta por supuestas ilegalidades cometidas en la licitación para la construcción del Metrobús Norte porque el convenio entre la ciudad de Buenos Aires y el municipio de Vicente López no había sido ratificado por la Legislatura de la ciudad.[171][172][173] En noviembre de 2014 la Legistatura de la ciudad de Buenos Aires ratificó el convenio con Vicente López.[174]
- Como Jefe de Gabinete de la ciudad de Buenos Aires, puso en marcha las Obras Compromiso ―un programa que tiene como fin de que los vecinos demanden obras de acuerdo a sus intereses de manera directa―. El compromiso es directamente asumido por el jefe de Gobierno porteño Mauricio Macri y por Horacio Rodríguez-Larreta. El ministro responsable del área es quien arma el proyecto, lo incluye en el presupuesto, llama a licitación y controla que la empresa constructora trabaje correctamente, y que el Gobierno de la ciudad de Buenos Aires no se atrase con los pagos. En 2014 había en total 17 «obras compromiso».[175] Este programa fue cuestionado por los legisladores Paula Oliveto y Maximiliano Ferraro afirmando que Rodríguez-Larreta adjudicó de manera supuestamente irregular un convenio por más de 2,2 millones de pesos con la Universidad Austral para realizar un estudio.[176][177]
- En 2015 el titular de la PROCELAC, acusó penalmente Rodríguez-Larreta y a tres altos funcionarios porteños por la contratación de la productora del periodista y candidato del PRO Fernando Niembro.[178] Días después surgieron más contratos; entre los contratos encontrados apareció una nueva encuesta del Ministerio de Ambiente y Espacio Público, que conducía Edgardo Cenzón, facturada a la ciudad por 299 898 pesos. Ninguno de los 22 contratos fueron publicados en el Boletín Oficial porteño. La consultora solo tuvo como clientes al Ejecutivo porteño, al que le facturó 21 millones de pesos, y al Banco Ciudad, y no tenía empleados.[179][180][181] La denuncia fue desestimada por el Juzgado Nacional de Primera Instancia en lo Criminal de Instrucción N.º 23,que resolvió que "de las evidencias objetivas colectadas no puede deducirse válidamente la voluntad de algún funcionario público de perjudicar al erario público, o de haber omitido abusivamente la aplicación de alguna disposición normativa, dejando expresamente asentado, que arribo a tal conclusión porque la Fiscalía no ha logrado delinear un accionar delictivo en tal sentido".[182]

### Desaparición del policía Arshak Karhanyan
El 24 de febrero de 2019, durante el último año del primer mandato de Rodríguez-Larreta como jefe de Gobierno de la ciudad autónoma de Buenos Aires, a las 3 de la tarde, en el barrio de Caballito, pleno centro geográfico de la ciudad, se produjo la desaparición de Arshak Karhanyan, miembro de la Policía de la Ciudad, bajo el control administrativo del gobierno local. La investigación judicial del caso ha sido cuestionada por irregularidades como un supuesto mal funcionamiento de más de cuarenta cámaras de seguridad, la eliminación por parte de la Policía de la Ciudad de una pericia realizada sobre el teléfono de Arshak, y la actitud del Gobierno de la ciudad que no recibió a la familia ni se posicionó en el caso. Tanto la familia como el gobierno nacional de entonces, sostuvieron que hubo un encubrimiento por parte de las autoridades porteñas y solicitaron que el caso fuera preventivamente caratulado como «desaparición forzada», siendo el pedido rechazado por los funcionarios judiciales.

### Conflicto con la justicia por las aplicaciones de delivery en CABA
En agosto de 2019 entró en conflicto con el juez Roberto Gallardo, quien suspendió las operaciones de las aplicaciones de mensajería Rappi, Glovo y Pedidos Ya. Según Rodríguez-Larreta ''estas plataformas son legales, generan puestos de trabajo y una cosa es trabajar para ver cómo se regula y otra cosa es prohibirlas''. Finalmente al año siguiente la Legislatura porteña dispone una norma que reglamenta la actividad en la ciudad, abarcando temas como cobertura de Riesgos de Trabajo, Registro de empleadores, cursos para los trabajadores y sanciones.

## Publicaciones
- Tecnología y competitividad en el Mercosur: reflexiones para desarrollar e implementar una agenda pendiente (1996) en colaboración con Marcelo Paladino y Diego Ambasz
- Hacia un nuevo sector público: experiencias exitosas de gestión en Argentina (1997) en colaboración con Angélica Ocampo y Fernando Straface
- Domando el elefante blanco: pasos para construir un Estado que funcione (1998) en colaboración con Mario Quintana y Florencia Bianco
- El desafío de la igualdad (1999) en colaboración con Gonzalo Robredo
- La orientación al cliente en los municipios (2000)
- Herramientas para una administración pública más eficiente: gestión por resultados y control social (2000)
- La reconstrucción del Estado (2004)
- ¿Qué hacer después del default social? (2005) en colaboración con María Eugenia Vidal y Roxana Cecilia Mazzola
- El país que queremos: principios, estrategia y agenda para alcanzar una Argentina mejor (2006) en colaboración con Sergio Berensztein y Federico Sturzenegger

## Ancestros
| \| \| \| \| \| \| \| \| \| \| \| \| \| \| \| \| \| \| \| \| 16. Carlos Rodríguez Larreta \| \| \| \| \| \| \| \| \| \| \| \| \| \| \| \| \| \| \| \| \| \| \| \| \| \| \| \| \| \| \| \| \| \| \| \| \| \| \| \| \| \| \| \| \| \| \| \| \| \| \| \| \| \| 8. Carlos Rodríguez-Larreta y Maza \| \| \| \| \| \| \| \| \| \| \| \| \| \| \| \| \| \| \| \| \| \| \| \| \| \| \| \| \| \| \| \| \| \| \| \| \| \| \| \| \| \| \| \| \| \| \| \| \| \| \| \| \| \| 17. Adela Agustina Maza Oribe \| \| \| \| \| \| \| \| \| \| \| \| \| \| \| \| \| \| \| \| \| \| \| \| \| \| \| \| \| \| \| \| \| \| \| \| \| \| \| \| \| \| \| \| \| \| \| \| \| \| \| \| \| \| 4. Augusto Rodríguez-Larreta y Marcó del Pont \| \| \| \| \| \| \| \| \| \| \| \| \| \| \| \| \| \| \| \| \| \| \| \| \| \| \| \| \| \| \| \| \| \| \| \| \| \| \| \| \| \| \| \| \| \| \| \| \| \| \| \| \| \| 18. Augusto Ventura Marcó del Pont y Reyna \| \| \| \| \| \| \| \| \| \| \| \| \| \| \| \| \| \| \| \| \| \| \| \| \| \| \| \| \| \| \| \| \| \| \| \| \| \| \| \| \| \| \| \| \| \| \| \| \| \| \| \| \| \| 9. Carmen Agustina Marcó del Pont y Pinedo \| \| \| \| \| \| \| \| \| \| \| \| \| \| \| \| \| \| \| \| \| \| \| \| \| \| \| \| \| \| \| \| \| \| \| \| \| \| \| \| \| \| \| \| \| \| \| \| \| \| \| \| \| \| 19. Carmen Adela Pinedo Quesada \| \| \| \| \| \| \| \| \| \| \| \| \| \| \| \| \| \| \| \| \| \| \| \| \| \| \| \| \| \| \| \| \| \| \| \| \| \| \| \| \| \| \| \| \| \| \| \| \| \| \| \| \| \| 2. Horacio Rodríguez-Larreta y Leloir \| \| \| \| \| \| \| \| \| \| \| \| \| \| \| \| \| \| \| \| \| \| \| \| \| \| \| \| \| \| \| \| \| \| \| \| \| \| \| \| \| \| \| \| \| \| \| \| \| \| \| \| \| \| 20. Alejandro Leloir y Sáenz-Valiente \| \| \| \| \| \| \| \| \| \| \| \| \| \| \| \| \| \| \| \| \| \| \| \| \| \| \| \| \| \| \| \| \| \| \| \| \| \| \| \| \| \| \| \| \| \| \| \| \| \| \| \| \| \| 10. César Antonio Leloir y Sáenz-Valiente \| \| \| \| \| \| \| \| \| \| \| \| \| \| \| \| \| \| \| \| \| \| \| \| \| \| \| \| \| \| \| \| \| \| \| \| \| \| \| \| \| \| \| \| \| \| \| \| \| \| \| \| \| \| 21. María del Tránsito Sáenz-Valiente y Torrens \| \| \| \| \| \| \| \| \| \| \| \| \| \| \| \| \| \| \| \| \| \| \| \| \| \| \| \| \| \| \| \| \| \| \| \| \| \| \| \| \| \| \| \| \| \| \| \| \| \| \| \| \| \| 5. Adela Leloir Unzué \| \| \| \| \| \| \| \| \| \| \| \| \| \| \| \| \| \| \| \| \| \| \| \| \| \| \| \| \| \| \| \| \| \| \| \| \| \| \| \| \| \| \| \| \| \| \| \| \| \| \| \| \| \| 22. Mariano Unzué Rey \| \| \| \| \| \| \| \| \| \| \| \| \| \| \| \| \| \| \| \| \| \| \| \| \| \| \| \| \| \| \| \| \| \| \| \| \| \| \| \| \| \| \| \| \| \| \| \| \| \| \| \| \| \| 11. Adela Marta Unzué Baudrix \| \| \| \| \| \| \| \| \| \| \| \| \| \| \| \| \| \| \| \| \| \| \| \| \| \| \| \| \| \| \| \| \| \| \| \| \| \| \| \| \| \| \| \| \| \| \| \| \| \| \| \| \| \| 23. Mercedes Dominga Baudrix Barros \| \| \| \| \| \| \| \| \| \| \| \| \| \| \| \| \| \| \| \| \| \| \| \| \| \| \| \| \| \| \| \| \| \| \| \| \| \| \| \| \| \| \| \| \| \| \| \| \| \| \| \| \| \| 1. Horacio Antonio Rodríguez-Larreta \| \| \| \| \| \| \| \| \| \| \| \| \| \| \| \| \| \| \| \| \| \| \| \| \| \| \| \| \| \| \| \| \| \| \| \| \| \| \| \| \| \| \| \| \| \| \| \| \| \| \| \| \| \| 24. Tomás Antonio Díaz Pérez \| \| \| \| \| \| \| \| \| \| \| \| \| \| \| \| \| \| \| \| \| \| \| \| \| \| \| \| \| \| \| \| \| \| \| \| \| \| \| \| \| \| \| \| \| \| \| \| \| \| \| \| \| \| 12. Juan Francisco Díaz Sánchez \| \| \| \| \| \| \| \| \| \| \| \| \| \| \| \| \| \| \| \| \| \| \| \| \| \| \| \| \| \| \| \| \| \| \| \| \| \| \| \| \| \| \| \| \| \| \| \| \| \| \| \| \| \| 25. Josefa Sánchez y de Labra \| \| \| \| \| \| \| \| \| \| \| \| \| \| \| \| \| \| \| \| \| \| \| \| \| \| \| \| \| \| \| \| \| \| \| \| \| \| \| \| \| \| \| \| \| \| \| \| \| \| \| \| \| \| 6. Adolfo Díaz Alducín \| \| \| \| \| \| \| \| \| \| \| \| \| \| \| \| \| \| \| \| \| \| \| \| \| \| \| \| \| \| \| \| \| \| \| \| \| \| \| \| \| \| \| \| \| \| \| \| \| \| \| \| \| \| 26. Miguel Antonio Alduncín Gazpio \| \| \| \| \| \| \| \| \| \| \| \| \| \| \| \| \| \| \| \| \| \| \| \| \| \| \| \| \| \| \| \| \| \| \| \| \| \| \| \| \| \| \| \| \| \| \| \| \| \| \| \| \| \| 13. Wenceslada Luisa Alducín Loinaz \| \| \| \| \| \| \| \| \| \| \| \| \| \| \| \| \| \| \| \| \| \| \| \| \| \| \| \| \| \| \| \| \| \| \| \| \| \| \| \| \| \| \| \| \| \| \| \| \| \| \| \| \| \| 27. Ramona Loinaz Etxeberria \| \| \| \| \| \| \| \| \| \| \| \| \| \| \| \| \| \| \| \| \| \| \| \| \| \| \| \| \| \| \| \| \| \| \| \| \| \| \| \| \| \| \| \| \| \| \| \| \| \| \| \| \| \| 3. María Cristina Díaz Alberdi \| \| \| \| \| \| \| \| \| \| \| \| \| \| \| \| \| \| \| \| \| \| \| \| \| \| \| \| \| \| \| \| \| \| \| \| \| \| \| \| \| \| \| \| \| \| \| \| \| \| \| \| \| \| 28. Braulio Francisco Alberdi Cortázar \| \| \| \| \| \| \| \| \| \| \| \| \| \| \| \| \| \| \| \| \| \| \| \| \| \| \| \| \| \| \| \| \| \| \| \| \| \| \| \| \| \| \| \| \| \| \| \| \| \| \| \| \| \| 14. Juan José Alberdi Igartúa \| \| \| \| \| \| \| \| \| \| \| \| \| \| \| \| \| \| \| \| \| \| \| \| \| \| \| \| \| \| \| \| \| \| \| \| \| \| \| \| \| \| \| \| \| \| \| \| \| \| \| \| \| \| 29. Magdalena Feliza Igartúa Aramburu \| \| \| \| \| \| \| \| \| \| \| \| \| \| \| \| \| \| \| \| \| \| \| \| \| \| \| \| \| \| \| \| \| \| \| \| \| \| \| \| \| \| \| \| \| \| \| \| \| \| \| \| \| \| 7. Laura Emilia Alberdi Tilloy \| \| \| \| \| \| \| \| \| \| \| \| \| \| \| \| \| \| \| \| \| \| \| \| \| \| \| \| \| \| \| \| \| \| \| \| \| \| \| \| \| \| \| \| \| \| \| \| \| \| \| \| \| \| 30. Emilio Tilloy Vignau \| \| \| \| \| \| \| \| \| \| \| \| \| \| \| \| \| \| \| \| \| \| \| \| \| \| \| \| \| \| \| \| \| \| \| \| \| \| \| \| \| \| \| \| \| \| \| \| \| \| \| \| \| \| 15. Emilia Tilloy Garrós \| \| \| \| \| \| \| \| \| \| \| \| \| \| \| \| \| \| \| \| \| \| \| \| \| \| \| \| \| \| \| \| \| \| \| \| \| \| \| \| \| \| \| \| \| \| \| \| \| \| \| \| \| \| 31. Selva Garrós Anizan \| \| \| \| \| \| \| \| \| \| \| \| \| \| \| \| \| \| \| \| \| \| \| \| \| \| \| \| \| \| \| \| \| \| \| \| \| \| \| \| \| \| \| \| \| \| \| \| \| \| \| \| Fuente: |                                                 |  |  |  |  |  |  |  |  |  |  |  |  |  |  |  |
| |                                                 |  |  |  |  |  |  |  |  |  |  |  |  |  |  |  |
| | 16. Carlos Rodríguez Larreta                    |  |  |  |  |  |  |  |  |  |  |  |  |  |  |  |
| |                                                 |  |  |  |  |  |  |  |  |  |  |  |  |  |  |  |
| |                                                 |  |  |  |  |  |  |  |  |  |  |  |  |  |  |  |
| | 8. Carlos Rodríguez-Larreta y Maza              |  |  |  |  |  |  |  |  |  |  |  |  |  |  |  |
| |                                                 |  |  |  |  |  |  |  |  |  |  |  |  |  |  |  |
| |                                                 |  |  |  |  |  |  |  |  |  |  |  |  |  |  |  |
| | 17. Adela Agustina Maza Oribe                   |  |  |  |  |  |  |  |  |  |  |  |  |  |  |  |
| |                                                 |  |  |  |  |  |  |  |  |  |  |  |  |  |  |  |
| |                                                 |  |  |  |  |  |  |  |  |  |  |  |  |  |  |  |
| | 4. Augusto Rodríguez-Larreta y Marcó del Pont   |  |  |  |  |  |  |  |  |  |  |  |  |  |  |  |
| |                                                 |  |  |  |  |  |  |  |  |  |  |  |  |  |  |  |
| |                                                 |  |  |  |  |  |  |  |  |  |  |  |  |  |  |  |
| | 18. Augusto Ventura Marcó del Pont y Reyna      |  |  |  |  |  |  |  |  |  |  |  |  |  |  |  |
| |                                                 |  |  |  |  |  |  |  |  |  |  |  |  |  |  |  |
| |                                                 |  |  |  |  |  |  |  |  |  |  |  |  |  |  |  |
| | 9. Carmen Agustina Marcó del Pont y Pinedo      |  |  |  |  |  |  |  |  |  |  |  |  |  |  |  |
| |                                                 |  |  |  |  |  |  |  |  |  |  |  |  |  |  |  |
| |                                                 |  |  |  |  |  |  |  |  |  |  |  |  |  |  |  |
| | 19. Carmen Adela Pinedo Quesada                 |  |  |  |  |  |  |  |  |  |  |  |  |  |  |  |
| |                                                 |  |  |  |  |  |  |  |  |  |  |  |  |  |  |  |
| |                                                 |  |  |  |  |  |  |  |  |  |  |  |  |  |  |  |
| | 2. Horacio Rodríguez-Larreta y Leloir           |  |  |  |  |  |  |  |  |  |  |  |  |  |  |  |
| |                                                 |  |  |  |  |  |  |  |  |  |  |  |  |  |  |  |
| |                                                 |  |  |  |  |  |  |  |  |  |  |  |  |  |  |  |
| | 20. Alejandro Leloir y Sáenz-Valiente           |  |  |  |  |  |  |  |  |  |  |  |  |  |  |  |
| |                                                 |  |  |  |  |  |  |  |  |  |  |  |  |  |  |  |
| |                                                 |  |  |  |  |  |  |  |  |  |  |  |  |  |  |  |
| | 10. César Antonio Leloir y Sáenz-Valiente       |  |  |  |  |  |  |  |  |  |  |  |  |  |  |  |
| |                                                 |  |  |  |  |  |  |  |  |  |  |  |  |  |  |  |
| |                                                 |  |  |  |  |  |  |  |  |  |  |  |  |  |  |  |
| | 21. María del Tránsito Sáenz-Valiente y Torrens |  |  |  |  |  |  |  |  |  |  |  |  |  |  |  |
| |                                                 |  |  |  |  |  |  |  |  |  |  |  |  |  |  |  |
| |                                                 |  |  |  |  |  |  |  |  |  |  |  |  |  |  |  |
| | 5. Adela Leloir Unzué                           |  |  |  |  |  |  |  |  |  |  |  |  |  |  |  |
| |                                                 |  |  |  |  |  |  |  |  |  |  |  |  |  |  |  |
| |                                                 |  |  |  |  |  |  |  |  |  |  |  |  |  |  |  |
| | 22. Mariano Unzué Rey                           |  |  |  |  |  |  |  |  |  |  |  |  |  |  |  |
| |                                                 |  |  |  |  |  |  |  |  |  |  |  |  |  |  |  |
| |                                                 |  |  |  |  |  |  |  |  |  |  |  |  |  |  |  |
| | 11. Adela Marta Unzué Baudrix                   |  |  |  |  |  |  |  |  |  |  |  |  |  |  |  |
| |                                                 |  |  |  |  |  |  |  |  |  |  |  |  |  |  |  |
| |                                                 |  |  |  |  |  |  |  |  |  |  |  |  |  |  |  |
| | 23. Mercedes Dominga Baudrix Barros             |  |  |  |  |  |  |  |  |  |  |  |  |  |  |  |
| |                                                 |  |  |  |  |  |  |  |  |  |  |  |  |  |  |  |
| |                                                 |  |  |  |  |  |  |  |  |  |  |  |  |  |  |  |
| | 1. Horacio Antonio Rodríguez-Larreta            |  |  |  |  |  |  |  |  |  |  |  |  |  |  |  |
| |                                                 |  |  |  |  |  |  |  |  |  |  |  |  |  |  |  |
| |                                                 |  |  |  |  |  |  |  |  |  |  |  |  |  |  |  |
| | 24. Tomás Antonio Díaz Pérez                    |  |  |  |  |  |  |  |  |  |  |  |  |  |  |  |
| |                                                 |  |  |  |  |  |  |  |  |  |  |  |  |  |  |  |
| |                                                 |  |  |  |  |  |  |  |  |  |  |  |  |  |  |  |
| | 12. Juan Francisco Díaz Sánchez                 |  |  |  |  |  |  |  |  |  |  |  |  |  |  |  |
| |                                                 |  |  |  |  |  |  |  |  |  |  |  |  |  |  |  |
| |                                                 |  |  |  |  |  |  |  |  |  |  |  |  |  |  |  |
| | 25. Josefa Sánchez y de Labra                   |  |  |  |  |  |  |  |  |  |  |  |  |  |  |  |
| |                                                 |  |  |  |  |  |  |  |  |  |  |  |  |  |  |  |
| |                                                 |  |  |  |  |  |  |  |  |  |  |  |  |  |  |  |
| | 6. Adolfo Díaz Alducín                          |  |  |  |  |  |  |  |  |  |  |  |  |  |  |  |
| |                                                 |  |  |  |  |  |  |  |  |  |  |  |  |  |  |  |
| |                                                 |  |  |  |  |  |  |  |  |  |  |  |  |  |  |  |
| | 26. Miguel Antonio Alduncín Gazpio              |  |  |  |  |  |  |  |  |  |  |  |  |  |  |  |
| |                                                 |  |  |  |  |  |  |  |  |  |  |  |  |  |  |  |
| |                                                 |  |  |  |  |  |  |  |  |  |  |  |  |  |  |  |
| | 13. Wenceslada Luisa Alducín Loinaz             |  |  |  |  |  |  |  |  |  |  |  |  |  |  |  |
| |                                                 |  |  |  |  |  |  |  |  |  |  |  |  |  |  |  |
| |                                                 |  |  |  |  |  |  |  |  |  |  |  |  |  |  |  |
| | 27. Ramona Loinaz Etxeberria                    |  |  |  |  |  |  |  |  |  |  |  |  |  |  |  |
| |                                                 |  |  |  |  |  |  |  |  |  |  |  |  |  |  |  |
| |                                                 |  |  |  |  |  |  |  |  |  |  |  |  |  |  |  |
| | 3. María Cristina Díaz Alberdi                  |  |  |  |  |  |  |  |  |  |  |  |  |  |  |  |
| |                                                 |  |  |  |  |  |  |  |  |  |  |  |  |  |  |  |
| |                                                 |  |  |  |  |  |  |  |  |  |  |  |  |  |  |  |
| | 28. Braulio Francisco Alberdi Cortázar          |  |  |  |  |  |  |  |  |  |  |  |  |  |  |  |
| |                                                 |  |  |  |  |  |  |  |  |  |  |  |  |  |  |  |
| |                                                 |  |  |  |  |  |  |  |  |  |  |  |  |  |  |  |
| | 14. Juan José Alberdi Igartúa                   |  |  |  |  |  |  |  |  |  |  |  |  |  |  |  |
| |                                                 |  |  |  |  |  |  |  |  |  |  |  |  |  |  |  |
| |                                                 |  |  |  |  |  |  |  |  |  |  |  |  |  |  |  |
| | 29. Magdalena Feliza Igartúa Aramburu           |  |  |  |  |  |  |  |  |  |  |  |  |  |  |  |
| |                                                 |  |  |  |  |  |  |  |  |  |  |  |  |  |  |  |
| |                                                 |  |  |  |  |  |  |  |  |  |  |  |  |  |  |  |
| | 7. Laura Emilia Alberdi Tilloy                  |  |  |  |  |  |  |  |  |  |  |  |  |  |  |  |
| |                                                 |  |  |  |  |  |  |  |  |  |  |  |  |  |  |  |
| |                                                 |  |  |  |  |  |  |  |  |  |  |  |  |  |  |  |
| | 30. Emilio Tilloy Vignau                        |  |  |  |  |  |  |  |  |  |  |  |  |  |  |  |
| |                                                 |  |  |  |  |  |  |  |  |  |  |  |  |  |  |  |
| |                                                 |  |  |  |  |  |  |  |  |  |  |  |  |  |  |  |
| | 15. Emilia Tilloy Garrós                        |  |  |  |  |  |  |  |  |  |  |  |  |  |  |  |
| |                                                 |  |  |  |  |  |  |  |  |  |  |  |  |  |  |  |
| |                                                 |  |  |  |  |  |  |  |  |  |  |  |  |  |  |  |
| | 31. Selva Garrós Anizan                         |  |  |  |  |  |  |  |  |  |  |  |  |  |  |  |
| |                                                 |  |  |  |  |  |  |  |  |  |  |  |  |  |  |  |
| |                                                 |  |  |  |  |  |  |  |  |  |  |  |  |  |  |  |